# Museu de Saragossa

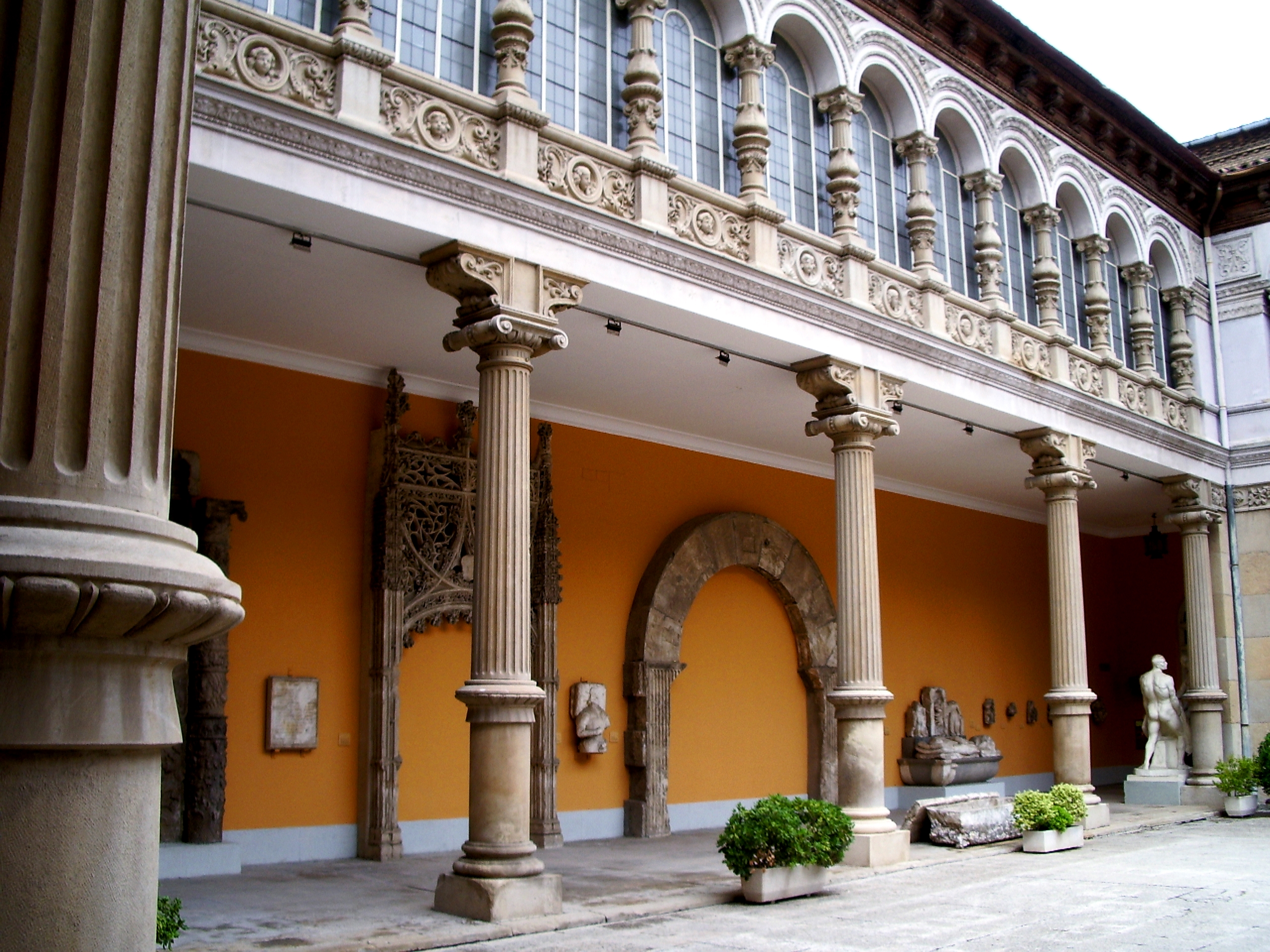
Pati del Museu de Saragossa

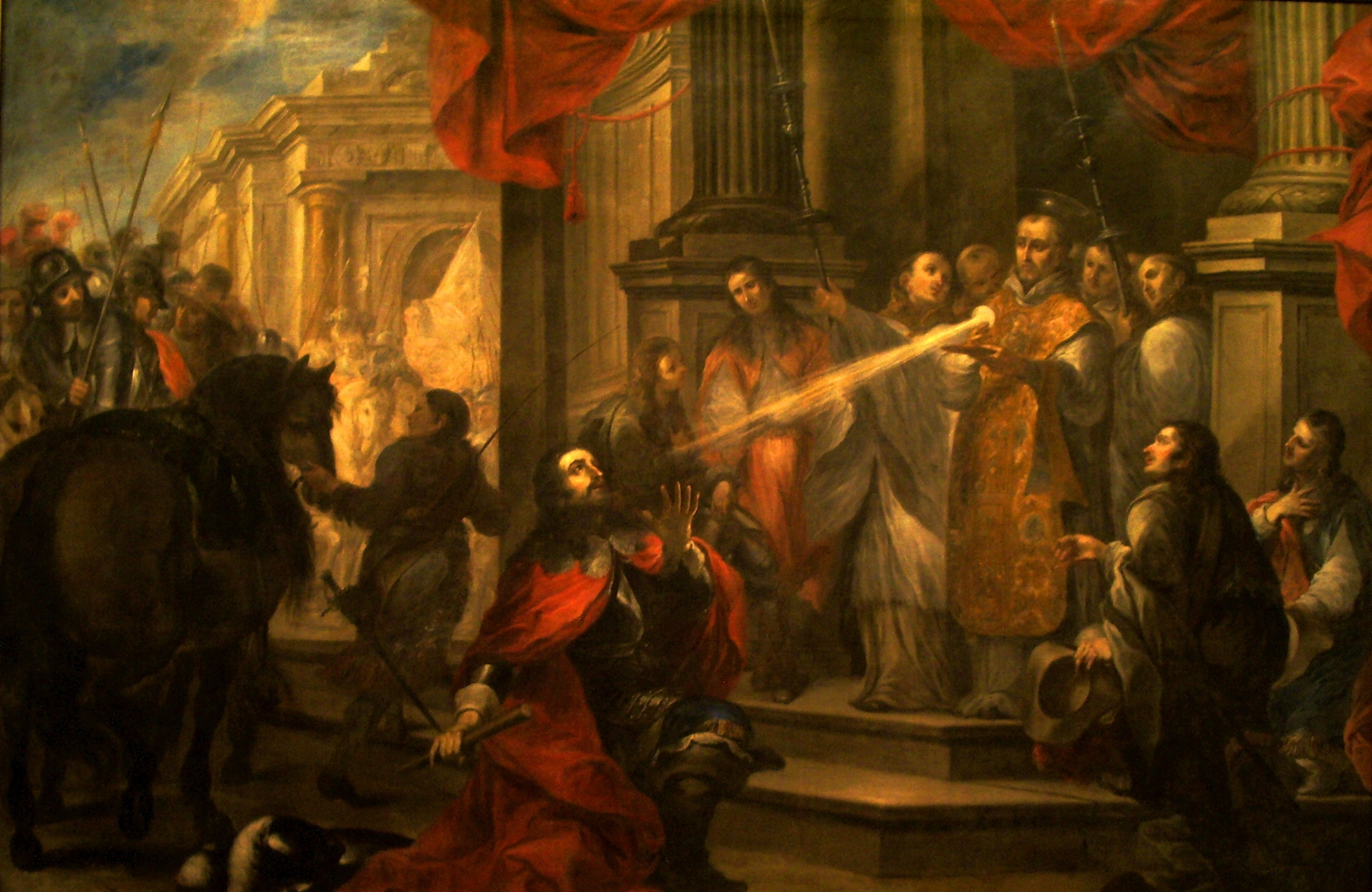
Conversió del duc Guillem d'Aquitània (1673), de Vicente Berdusán

El Museu de Saragossa conté obres d'arqueologia, belles arts, etnologia i ceràmica i està situat a la plaça de los Sitios núm. 6 de Saragossa (Aragó).
Es tracta del museu més antic de la capital aragonesa i la seu principal (que alberga les seccions d'arqueologia i belles arts) està ubicada en un edifici neorenaixentista construït per a l'Exposició Hispano-Francesa de 1908 pels arquitectes Ricardo Magdalena i Julio Bravo. El seu disseny està inspirat en el Pati de la Infanta, de la qual va ser casa del ric comerciant i mecenes del renaixement aragonès Gabriel Zaporta.
Les altres seus del museu són la Casa Pirinenca i la Casa de Albarracín del Parc José Antonio Labordeta de la ciutat —que reprodueixen models típics de l'arquitectura popular d'aquestes zones— construïdes per Alejandro Allanegui el 1956. Aquests edificis alberguen les seccions d'etnologia i ceràmica respectivament. Una última secció acull les troballes del jaciment arqueològic de Colònia Celsa i està situada en un edifici d'arquitectura funcional de Velilla de Ebro.

## Secció d'Arqueologia
A la secció d'arqueologia es troben materials des de l'edat prehistòrica fins a l'època musulmana entre els quals destaquen el bronze de Botorrita, el cap romà d'August en carneola (sardònix) trobada a Turiaso (Tarassona), els mosaics romans de Vil·la Fortunatus (Fraga) o les restes arqueològiques del Palau de l'Aljaferia.

## Secció de Belles Arts
El Museu de Saragossa és la seu de la Reial Acadèmia de Nobles i Belles Arts de Sant Lluís, que és la fundadora del Museu, i alberga en les plantes segona i tercera obres pictòriques i escultòriques que abasten des del segle xii fins a l'Art Contemporani. Entre les segones destaquen els llenços de Francisco Bayeu i Goya, en especial, d'aquest últim, els retrats del Duc de Sant Carles o el de Ferran VII amb mantell real. Completen les col·leccions una selecció de pintura gòtica, renaixentista i barroca d'àmbit aragonès, una sala d'obra gràfica i una altra d'Art Oriental procedent de la col·lecció Torralba-Fortún.
Obres pictòriques destacades del museu són el Retrat d'Alfons V d'Aragó de Joan de Joanes, adquirit per compra del Govern d'Aragó el 2006. Acull també olis dels principals pintors que van desenvolupar la seua activitat a Aragó, entre els quals destaquen els de Jerónimo Cósida i Roland de Mois, per a l'època renaixentista, els llenços barrocs de Jusepe Martínez i Vicente Berdusán i els dels Bayeu, amb Francisco al capdavant, ja esmentat.
Entre la pintura vuitcentista destaca la presència de Francisco Pradilla de qui cal assenyalar un Autoretrat de 1869 de gran energia.
Quant a la pintura del segle xx el museu compta amb llenços de Joaquim Sorolla, Francisco Marín Bagüés o Natalio Bayo.
També inclou escultura, i compta amb exemples des de la medieval (un notable Àngel custodi de la ciutat de Saragossa, de Pere Joan del segle xv) fins a la contemporània de Félix Burriel o Honori Garcia Condoy.

## Col·lecció d'Art Oriental Federico Torralba
Se suma a la col·lecció de belles arts la col·lecció d'art oriental donada per Federico Torralba Soriano. Aquesta col·lecció consta de diversos centenars de peces, entre escultures, pintures, ceràmiques, gravats i objectes d'ús quotidià, com baguls, ventalls, mobles, etc. Les peces més representatives són els gravats japonesos (amb obres dels principals autors: Hokusai, Utamaro, Hiroshige, etc.), les ceràmiques xineses i japoneses (Song, Ming, Qing) destacant la col·lecció de ceràmica «sang de bou» i algunes obres búdiques d'origen divers, destacant la peça més antiga de la col·lecció, un cap greco-budista provinent de Gandhara, Pakistan.

## Serveis
El museu ofereix així mateix serveis de conservació i restauració, biblioteca, departament de publicacions, botiga i àrea d'educació, comunicació i activitats culturals que ofereixen recursos didàctics.